# Toledo Balonmano
El Casdisa Toledo BM fue un equipo de balonmano de la ciudad de Toledo, España. Disputó su última temporada en la División de Honor Plata, aunque anteriormente militó dos años en la Liga ASOBAL (2009/2010 y 2010/2011).
Por razones económicas, el club decide abandonar la competición de su equipo sénior en enero de 2012, mientras la entidad como tal pone punto final a su andadura de más de una década el 30 de junio de 2012.